# Santo anárgiro

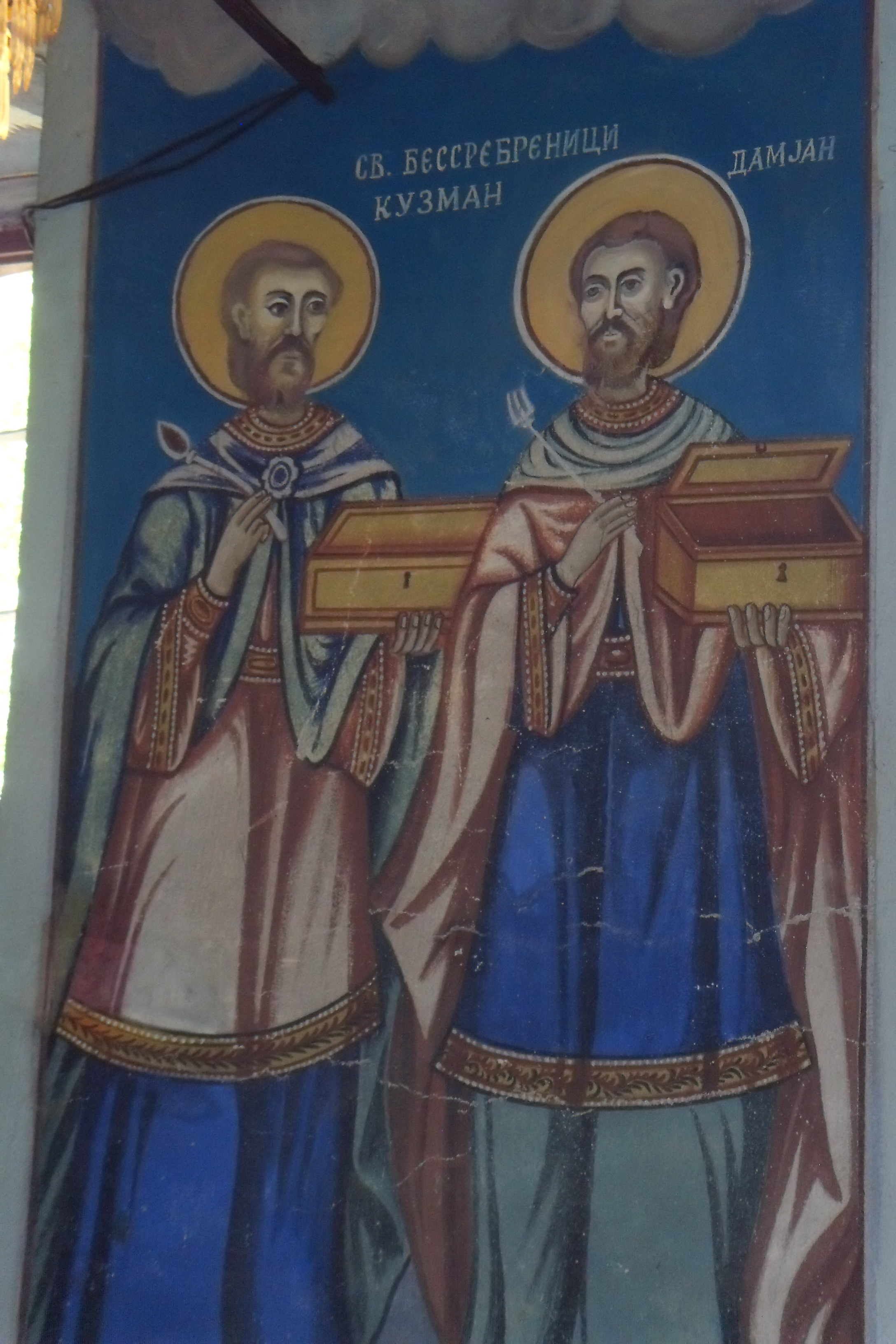
Ícone dos Santos anárgiros, Cosme e Damião.

Santo anárgiro (em grego:  Άγιοι Ανάργυροι, `Agioi Anárgyroi) é um santo cristão que não aceitava pagamentos por suas boas obras. O termo "anárgiro"  deriva de ana, "desprovido de", "que não recebe" ou "não aceita" e argiros (argentum), "prata", ou seja, "que não aceitam prata". A classificação abarca curandeiros e médicos cristãos que, em oposição direta à pratica da época, atendiam aos doentes sem cobrar nada.

## Exemplos
- Brás de Sebaste
- Cosme e Damião
- Ludovica Albertoni
- Juan Macías
- Pantaleão de Nicomédia
- Paulino de Nola
- Zenaide e Filonila